# Mandrița, Haskovo
Mandrița (în bulgară Мандрица) este un sat în comuna Ivailovgrad, regiunea Haskovo,  Bulgaria. 

## Demografie
Componența etnică a satului Mandrița
     Bulgari (7,69%)
     Nicio identificare (92,3%)
     Altele (0%)
La recensământul din 2011, populația satului Mandrița era de 52 locuitori. Nu există o etnie majoritară, locuitorii fiind  și bulgari (7,69%). Pentru 92,3% din locuitori nu este cunoscută apartenența etnică.